# Anolis ravitergum
Anolis ravitergum (еспаньйольський стрункий аноліс) — вид ігуаноподібних ящірок родини анолісових (Dactyloidae). Ендемік Домініканської Республіки.

## Поширення і екологія
Еспаньйольські стрункі аноліси мешкають на півдні острова Гаїті, від долини Валле-де-Нейба до рівнини Льянос-де-Асуа і провінції Сан-Кристобаль.